# Centre hospitalier universitaire de Caen
Le Centre hospitalier universitaire de Caen (CHU Caen Normandie) est un hôpital français au double statut universitaire et régional situé à Caen en Normandie.
D'une capacité totale de 1 716 lits, c'est le principal établissement hospitalier de Caen, et l'un des centres hospitaliers référent pour la Normandie. En 2020, le CHU de Caen Normandie emploie un total de 7 088 personnes, dont 2 089 personnels médicaux.

## Établissements

### Hôpital Côte de Nacre (CHU)

#### La tour Côte de Nacre

##### Présentation
L'hôpital Côte de Nacre est une tour monobloc de 23 étages construite par Henry Bernard dans les années 1970 et mise en service en 1975 pour répondre à l'inadaptation des locaux de l'hôpital Clemenceau. Cet hôpital est la seule mise en pratique de l'« hôpital-paquebot », un hôpital-type imaginé par Bernard pour répondre à la réforme de 1958 introduisant les CHU.
D'une hauteur de 86 m, de type « socle / bloc », c'est un immeuble de grande hauteur qui domine l'agglomération caennaise et est visible de la plage du Havre par temps clair.
Il est situé sur le plateau Nord de Caen, à proximité immédiate du boulevard périphérique (Sortie 5 "Côte de Nacre"). Il est desservi par la ligne T2 (tram) Twisto. Il présente une capacité de 998 lits et emploie à lui seul 4 630 personnes, dont 551 de personnels médicaux.
Orienté vers la médecine et la chirurgie adultes, il accueille la majorité des services du CHU, les laboratoires d'hématologie, de biochimie, de bactériologie-parasitologie, d'anatomie pathologique, de pharmacologie-toxicologie, de génétique et reproduction (dont le centre d'étude et de conservation des œufs et du sperme humains, CECOS), de radio-immunologie et les explorations fonctionnelles. Le laboratoire de virologie et de génétique ont réintégré le site du CHU Côte de Nacre début 2023 dans de nouveaux bâtiments, ils étaient situés avant au niveau du CHR Clemenceau qui va être détruit.
Il est doté d'un plateau technique lourd : radiologie conventionnelle, scanners, IRM, échographie, médecine nucléaire, coronarographie, radiologie interventionnelle, etc.

##### Amiante et obsolescence du bâtiment
Construit dans les années où l'amiante était un matériau très utilisé dans l'architecture, notamment à cause de ses propriétés calorifuges, le CHU de Caen est un bâtiment truffé d'amiante sur tous les niveaux. 116 employés de l'hôpital y ont été par ailleurs exposés. En outre, son plan architectural est inadapté à l'organisation actuelle des soins, rendant le CHU obsolète, voire non fonctionnel, et ce très rapidement après sa mise en service.
En 2009, la direction a estimé le coût d'une rénovation du CHU plus chère que sa reconstruction évaluée à 700 millions d'euros. En effet, les travaux actuellement effectués sur le bâtiment amianté ont un surcoût de 30 %.

##### Déficits et réduction de postes
Le CHU de Caen avait en 2010 le troisième plus gros déficit hospitalier de France, en partie à cause du contenu en amiante de ses structures. Cependant, ce déficit est passé de 119 millions d'euros en 2009 à 60 millions d'euros en 2013, grâce à la réduction des dépenses notamment réalisée sur la réduction des effectifs, à l'augmentation parallèle de son activité et à une aide exceptionnelle de l'État de 48 millions d'euros. En effet, la direction avait annoncé en juin 2010 la suppression de 200 postes, dont 90 personnels soignants, sur un effectif total de 6 000.
En octobre 2019, un rapport de la chambre régionale des comptes met en lumière une nette amélioration du déficit de l’établissement grâce notamment à une aide de l'État de 110 millions d'euros, ainsi qu’à une politique d’austérité et de restructuration interne. En effet, sur la période 2013-2017 : 76 lits d'hospitalisation ont été supprimés, mais 16 places en hôpital de jour ont été créées. D'autre part, 216 équivalents temps plein d’emploi non médical ont été supprimés sur la même période, tandis que 8 nouveaux postes de médecin ont été créés.

##### Incidents
- Le 28 janvier 2016, un patient de 42 ans se défenestre et se tue du 18ème étage. Suivi en psychiatrie, l'homme était hospitalisé en médecine polyvalente, il aurait brisé la vitre d'une chambre attenante à la sienne avec un extincteur[9].
- Le 9 mars 2018 vers 19h, un homme menace une infirmière des urgences et affirme détenir un fusil à pompe dans son sac. Dans un contexte de menace terroriste, l'entièreté du site côte de Nacre est bouclé par les forces de l'ordre, et les patients sont confinés dans les services. 180 membres des forces de l'ordre sont déployés afin de retrouver l’individu suspect. Le RAID arrive en renfort vers 22h. Le dispositif sera levé à 4h30 du matin sans que l'homme soit retrouvé. Il sera finalement interpellé quelques jours plus tard à Mézidon-canon[10],[11].
- Le 23 octobre 2019, un incendie se déclare au niveau 18 dans une chambre de patients. 11 personnes seront légèrement intoxiquées par les fumées dont 3 patients, 4 soignants et 4 agents de la sécurité incendie. Le service de 25 lits sera évacué et fermé plusieurs jours. L'origine du sinistre vient de l'incendie volontaire de draps par une patiente souffrant de troubles psychiatriques[12],[13].
- Le 11 juillet 2022, un patient d'une trentaine d'années se défenestre et se tue du 16ème étage. Il était hospitalisé en unité de surveillance continue (USC) pour une tentative de suicide le 8 juillet où il s'était donné de multiples coups de couteau à la gorge. Il avait été secouru par un médecin hors service, et héliporté au CHU. La famille de l'homme a décidé de porter plainte "pour non-assistance à personne en danger"[14],[15].

#### Le nouvel hôpital Côte de Nacre

##### Hôpital Femme-Enfant-Hématologie (Bâtiment Sud - FEH)
Le pôle Femme-Enfant-Hématologie (pôle FEH) a été ouvert à l'automne 2009. Il se situe au pied de la tour de l'hôpital Côte de Nacre, avec lequel il communique. Il accueille la maternité, les services d'urgences pédiatriques et gynéco-obstétricales, de pédiatrie, de néonatologie, de gynécologie, d'hématologie adulte, de chirurgie pédiatrique et d'hémato-immuno-oncologie pédiatrique. Il a une capacité de 345 lits.
Son hall principal constitue l'entrée principale du CHU et c'est donc par le FEH que le public est invité à rejoindre les services de la tour Côte de Nacre (sauf pour les urgences adultes). Dans le hall principal, on trouve l'accueil principal du CHU, un amphithéâtre (appelé amphithéâtre « œuf », en raison de sa forme) et des commerces (cafétéria, fleuriste, coiffeur, journaux, librairie). Un hôtel a également été construit devant l'entrée du FEH.

##### Le Centre universitaires des maladies rénales (CUMR)
Le Centre universitaires des maladies rénales est un bâtiment récent de 2 335 m2 sur deux niveaux situé sur le parking nord du site Côte de Nacre. Il est ouvert en 2016, et financé intégralement par le CHU de Caen à hauteur de 6,4 millions d'euros. Il accueille les activités de consultations, d'hospitalisation de jour (HDJ), de dialyse (Unité de dialyse médicalisée) et d'éducation du patient,.

##### La reconstruction
En visite au CHU de Caen le 27 septembre 2010, la ministre de la Santé Roselyne Bachelot a alors annoncé la reconstruction du CHU,,. Le coût est situé entre 500 millions et un milliard d'euros, dont une partie sera financée par l'État dans le cadre du plan hôpital 2012, lancé en 2007,. L'ouverture du nouvel hôpital a alors été annoncée vers 2026.
Le 6 décembre 2013, la ministre de la Santé, Marisol Touraine, a confirmé par courrier au maire de Caen, Philippe Duron, la reconstruction de l'hôpital sous forme de plusieurs pavillons qui ouvriront progressivement sur une durée de 8 à 10 ans. Le futur centre hospitalier, en lien avec le centre François-Baclesse, conservera sa vocation universitaire.
Le futur CHU sera situé sur le site actuel du CHU, en contiguïté avec le Bâtiment Sud qui sera intégré au projet, la fin des travaux se fera en 2 phases. Une première livraison des bâtiments de logistique, pharmacie, administration et de recherche/biologie est attendue pour 2022. La livraison complète est attendu pour 2026.
Les travaux du nouveau centre hospitalier sont lancés en janvier 2019 avec la destruction des sites de l'ancienne blanchisserie, de l'internat et de l'ancien IFSI. Les travaux de construction débutent en avril 2021.
Le premier bâtiment du nouvel ensemble hospitalier est mis en service en février 2023. Le bâtiment est officiellement inauguré en présence du ministre de la Santé le 20 février 2023.

### Hôpital Clemenceau (CHR)
Construit entre 1903 et 1908 pour remplacer l'Hôtel-Dieu de Caen selon une structure pavillonnaire traditionnelle, il est devenu centre hospitalier régional en 1945. Il se situe davantage en centre-ville, près de l'Abbaye aux Dames (locaux du Conseil régional de Basse-Normandie), desservi par les lignes 4; 12; 12 Express et 20 du réseau Twisto. Inauguré le 26 juillet 1908, sa construction a été demandée par la municipalité caennaise, jugeant à l'époque l'Hôtel-Dieu, installé dans l'abbaye aux Dames, « insalubre et peu fonctionnel ».
L'hôpital Clemenceau héberge les services de psychiatrie de l'enfant et de l'adolescent, le service de médecine générale, ainsi que les services addictologie, pour une capacité d'accueil de 109 lits. Avant l'ouverture du pôle Femme-Enfant-Hématologie (FEH) en 2009 sur le site de l'hôpital Côte de Nacre, le CHR comprenait également les services de pédiatrie, gynécologie-obstétrique, néonatalogie et d'hématologie.
Le CHR accueille également le laboratoire de virologie humaine et moléculaire du CHU de Caen.
En 2020, ouvre un nouveau service de 45 lit de SSR (Soins de Suite et de Réadaptation) sur le site de Clemenceau dans le cadre d’un partenariat avec la Fondation hospitalière de la Miséricorde.

### Centre Esquirol
Le centre Esquirol abrite les services de psychiatrie adulte du CHU. Il est situé sur le plateau Nord de Caen, à proximité de l'hôpital Côte de Nacre. Inauguré en 1978 et rénové en 2006, sa capacité est de 75 lits. Il est composé de 3 unités d'hospitalisation : l'UH1, l'UH2 et l'UCPU (L'unité de crise post urgence, spécialisée dans la prise en charge des tentatives d'actes d'autolyse).
Le centre Esquirol ne doit pas être confondu avec l'établissement public de santé mentale de Caen (anciennement centre hospitalier spécialisé du Bon-Sauveur) qui lui est indépendant du CHU.

### Résidence pour personnes âgées (RPA) de La Charité
Entre 1972 à 1984, l'hospice Saint-Louis, qui occupait depuis le début du XXe siècle les locaux de l'abbaye aux Dames, est transféré dans l'ancien couvent de la Charité, construit dans les années 1950 à la Guérinière. Il prend alors officiellement le nom de Centre pour Personnes Âgées. Réservé aux personnes âgées dépendantes, il est constitué d'une Unité de Soins de Longue Durée (USLD), de soins de suite et de réadaptation (SSR) et d'une Maison de Retraite. Sa capacité est de 270 lits répartis sur les trois services, et emploie 190 personnes.

## Formation et recherche
La faculté de médecine de Caen était, jusqu'à la rentrée 2014, située dans les locaux de l'hôpital Côte de Nacre et dépend de l'université de Caen Basse-Normandie. Elle était localisée au rez-de-chaussée et au premier étage, comprenant un certain nombre d’amphithéâtres et de salles de classe.
Par ailleurs, le CHU régit et dirige l'école de sages-femmes de Caen ainsi que plusieurs instituts de formation paramédicale : l'institut de formation en soins infirmiers (y compris la formation des infirmiers anesthésistes, des infirmiers de bloc opératoire et des infirmiers en puériculture), l'institut de formation d'aides-soignants, l'institut de formation des ambulanciers et l'institut de formation des manipulateurs en électroradiologie médicale.
La plupart des laboratoires de recherche se situent au troisième étage.
Cet ensemble d'établissements forme le campus 5 de Caen.